# Zaječarský okruh
Zaječarský okruh (srbsky Zaječarski okrug, cyrilicí Зајечарски округ) je administrativní jednotka v Srbsku. Je jedním z devíti okruhů statistického regionu Jižní a Východní Srbsko. Na východě sousedí s Bulharskem (konkrétně Vidinskou a Montanskou oblastí), na severu s Borským okruhem, na severozápadě s Pomoravským okruhem, na jihovýchodě s Nišavským okruhem a na jihovýchodě s Pirotským okruhem. Je pojmenován podle města Zaječar.

## Geografie
V roce 2011 zde žilo 119 967 obyvatel. Rozloha okruhu je 3 623 km². Správním střediskem a největším městem Zaječarského okruhu je město Zaječar, které je zároveň dvacátým druhým největším srbským městem. Druhým největším městem okruhu je Knjaževac, ostatní města nepřesahují deset tisíc obyvatel.
Zaječarský okruh je ve velké části svého území hornatý; na severozápadě se rozkládá část pohoří Homolje, ve středu pohoří Devica, Rtanj, Slemen a Tupižnica, na východě u hranic s Bulharskem západní část pohoří Stara planina. Nejvyšším vrcholem je Dupljak s výškou 2 033 metrů nad mořem. Blízko hranic okruhu, avšak již na území sousedního Pirotského okruhu a hranici s Bulharskem se nachází nejvyšší hora Srbska, Midžor. Nejvýznamnější řekou v Zaječarském okruhu je Timok.

## Administrativní dělení
V Zaječarském okruhu se nacházejí celkem 4 města: Boljevac, Knjaževac, Sokobanja a Zaječar. Všechna z těchto měst jsou zároveň správními středisky stejnojmenných opštin zahrnujících okolní sídla.

## Národnostní složení
| Národnost  | Populace | Procenta |
| ---------- | -------- | -------- |
| Srbové     | 105 231  | 87,72 %  |
| Valaši     | 6 561    | 5,47 %   |
| Romové     | 2 042    | 1,7 %    |
| Makedonci  | 234      | 0,2 %    |
| Bulhaři    | 223      | 0,19 %   |
| Černohorci | 140      | 0,12 %   |
| Chorvati   | 119      | 0,1 %    |
| Ostatní    | 5 417    | 4,5 %    |